# Parastrangalis palpalis
Parastrangalis palpalis là một loài bọ cánh cứng trong họ Cerambycidae.